# بيت الورد (الرجم)

تعديل مصدري - تعديل

بيت الورد هي إحدى قرى عزلة البشاري بمديرية الرجم التابعة لمحافظة المحويت، بلغ تعداد سكانها 254 نسمة حسب تعداد اليمن لعام 2004.